# Giovanni Galli
Giovanni Galli (Pisa, 29 de Abril de 1958) é um ex-futebolista italiano, que atuava como goleiro.

## Carreira
Giovanni Galli representou a Seleção Italiana de Futebol, na Copa do Mundo de 1982 e 1986.

## Títulos
Milan
- Campeonato Italiano: 1987–88
- Supercopa Italiana: 1988
- Liga dos Campeões da UEFA: 1989, 1990
- Supercopa Européia: 1989
- Mundial Interclubes: 1989

Napoli
- Supercopa Italiana: 1990

Parma
- Copa da UEFA: 1995